# Гонка Формулы-E в Шанхае
Гонка Формулы-Е в Шанхае (англ. Shanghai E-Prix) — один из этапов соревнования среди одноместных электрических автомобилей чемпионата мира Формулы-E. Впервые был проведён в 2024 году на трассе в Шанхае, Китай.

## История
Формула-E неоднократно проводила этапы в Китае. Первые два сезона гонки проводились в Пекине, а в 2019 году — в Санье. В 2020 году этап в Санье был отменен из пандемии COVID-19.
19 октября 2023 году было анонсировано, что в сезоне 2023—24 этап в Шанхае будет проведён в 25-26 мая.

## Трасса
Трасса была представлена в марте 2024 года. Для Формулы-E используется укороченная версия автодрома в Шанхае. Длина трассы 3,051 км.

## Победители
| Сезон   |         | Дата проведения | № | Гонщик                  | Команда                          | Трасса | Отчёт |
| ------- | ------- | --------------- | - | ----------------------- | -------------------------------- | ------ | ----- |
| 2023—24 | Гонка 2 | 26 мая 2024     | 2 | Антониу Феликс да Кошта | TAG Heuer Porsche Formula E Team | Шанхай | Отчёт |
| 2023—24 | Гонка 1 | 25 мая 2024     | 1 | Митч Эванс              | Jaguar TCS Racing                | Шанхай | Отчёт |